# Roddy Piper
Roderick George Toombs (17. dubna 1954 – 31. července 2015), známější jako „Rowdy“ Roddy Piper, byl kanadský profesionální zápasník a herec.
Ve wrestlingu se nejvíce proslavil působením ve společnostech World Wrestling Federation (WWF, nyní WWE) a World Championship Wrestling (WCW) v nichž působil lety 1984 až 2000. V roce 2005 byl uveden do síně slávy WWE Ricem Flairem, který o něm řekl, že je „nejnadanějším bavičem v historii profesionálního wrestlingu“. Dále je také považován za jednoho z nejlepších záporáků této společnosti.
Mimo wrestling si zahrál i v mnoha filmech. Ten nejznámější byl film Jsou mezi námi, kde si zahrál hlavní roli tuláka Nada.

## Smrt
Dne 31. července 2015 zemřel ve spánku ve věku 61 let ve svém letním sídle v Los Angeles v Kalifornii. Jeho úmrtní list uvádí kardiopulmonální zástavu způsobenou hypertenzí, přičemž jako přispívající faktor uvádí plicní embolii, smrt se uvádí jako infarkt způsobený embolií. Jeho dlouholetý přítel Bruce Prichard ve svém podcastu prozradil, že v noci své smrti obdržel od Pipera hlasovou zprávu. Ve zprávě naznačil, že se necítil dobře a že se půjde vyspat.

## Výběr z filmografie
- 1986 - Body Slam

- 1988 - Jsou mezi námi
- 1993 - Back in Action
- 1994 - No Contest
- 1998 - Hard Time
- 2011 - Green Lantern: Emerald Knights

## Úspěchy
- World Wrestling Federation/World Wrestling Entertainment/WWE
  - WWF Intercontinental Heavyweight Championship (1x)
  - World Tag Team Championship (1x) – s Rickem Flairem
  - WWE Hall of Fame